# Бобровський Петро Сидорович
Бобровський Петро Сидорович  (26 серпня 1934, с. Рашків, нині Коломийський район, Івано-Франківська область – 28 березня 2002, Надвірна, Надвірнянський район, Івано-Франківська
область) – громадсько-політичний діяч, голова виконавчого комітету (1967 – 1990) Надвірнянської міської ради, машиніст вузькоколійного паровоза. Здобув звання «Почесний майстер лісу та лісозаготовок», нагороджений медаллю «За трудову доблесть».

## Біографія
Народився у селі Рашків, Городенського району, Івано-Франківської області. Здобув спеціальність машиніста паровоза в Брошнівському училищі. Працював машиністом вузькоколійного паровоза, яким перевозив ліс. 8 років обіймав посаду голови профкому Надвірнянського лісокомбінату. 
В березні 1967 року призначений головою виконавчого комітету Надвірнянської міської ради. На той час він був наймолодшим головою виконкому – 33 роки. Цю посаду обіймав з 1967 по 1990 роки. За 23 роки головування місто Надвірна зазнало комплексного розвитку. Місто назвали «Символом оновленого Прикарпаття». Будучи міським головою, він став справжнім господарем свого міста і завжди працював на благо громади Надвірної. 
Помер на 68 році життя 28 березня 2002 року.

## Діяльність

### Будівництво
За його ініціативи в місті Надвірна виросла ціла комунальна вулиця (теперішня вул. Комунальна), де була створена мережа таких служб, як  Комбінат комунального підприємства, дорожня служба, котельні, водно-каналізаційне господарство.
Побудовано лікарню, поліклініку, дитячу лікарню, будинок дитини, школи, дитячі садочки. Дитячий садок «Квітка Карпат» був одним із кращих на весь Союз. Також побудовано Автостанцію, Пошту (тепер ПАТ «Укртелеком»), кінотеатр на вул. Мазепи (колишня 1 Травня).  В центрі міста було зведено фонтан, монумент Слави і «Вічний вогонь», відкрито нове кладовище, де був встановлений монумент для прощання та алея, на якій висаджено 100 кущів чорних троянд, привезених з Прибалтики.
Зведено міст через річку Бистриця, комплекс гідротехнічних споруд з двох озер в зоні відпочинку та берегозміцнювальні дамби. Проведено берегоукріплення річки Стримба та потічка Підзамче бетонними плитами.
За його головування побудовано житлові будинки по вул. Котляревського, вул. Грушевського, мікрорайони Руднєва та Ломоносова. Тільки за перші десять років його перебування на посаді голови чисельність вулиць зросла із 78 до 102. 
Головною метою очільника було зведення спеціального будинку виховної роботи для дітей (теперішнє приміщення Надвірнянської ДПІ). Планував, щоб в місті був клуб, де б приводилися всі заходи культурно-виховної роботи. Особисто поїхав до Києва за дозволом на проведення цього будівництва, будував клуб силами міста.

### Благоустрій
В центрі міста розміщувалася Вітрина Надвірної для підтримки санітарного стану міста, де вивішувалися фотографії, що засвідчували факт порушення благоустрою, чим і соромили підприємства-порушників та зобов’язували прибирати закріплені за ними території. Один раз в тиждень проводилися рейди по місту, де фотографували засмічені території. Проводилися суботники із залученням працівників підприємств, організацій, установ, учнів шкіл. Також заснував дільницю зеленого господарства, яка займалася озелененням міста. Облагороджено парк, в якому висаджувалися саджанці дерев, кущів та квітів. Очільник особисто брав участь в озелененні Зони відпочинку та садив дерева (верби).

### Організація дозвілля
Започаткував святкування Дня міста, їхав у Львів, де в архівах бібліотеки ім. Василя Стефаника вишукував перші згадки про Надвірну. Вперше святкування проведено в 1989 році, відзначивши 400-річчя міста. 
Облаштував центральний парк, де працював літній кінотеатр (на час літнього періоду), була танцювальна площадка і грав духовий оркестр, кафе «Білий лебідь», різноманітні атракціони для дітей – качелі, каруселі, «Чортове колесо».

## Увічнення пам'яті
Рішенням міської ради №417-13/2011 від 08 вересня 2011 року за поданням міського голови Зіновія Андрійовича, Бобровському Петру Сидоровичу було присвоєно звання «Почесний громадянин міста» (2011 р.). Також в його честь названа одна з вулиць м. Надвірної.